# 比利時的約瑟芬·夏洛特
比利时的约瑟菲娜·夏洛特（法語：Princesse Joséphine-Charlotte de Belgique；1927年10月11日—2005年1月10日）为比利时公主与卢森堡大公让妻子。其为比利时国王利奥波德三世与王后瑞典的阿斯特丽德的长女，两个弟弟博杜安与阿尔贝二世曾先后担任比利時国王。

## 荣誉

### 外国勋章奖章
- 基督大十字勋章（葡萄牙語：Ordem Militar de Cristo）（葡萄牙，1985年1月29日公布[3]）